# (2165) Янг
(2165) Янг (англ. Young) — типичный астероид главного пояса, который был открыт 7 сентября 1956 года в рамках программы по поиску астероидов IAP в обсерватории им. Гёте Линка и назван в честь американского астронома Чарлза Янга. 

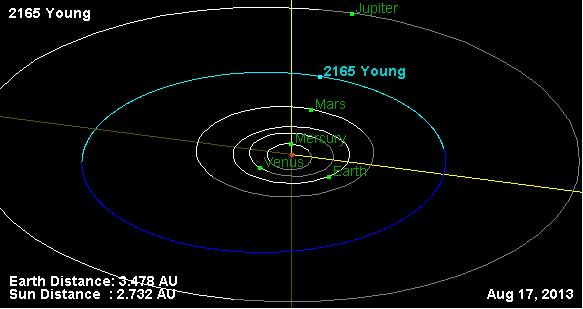
Орбита астероида Янг и его положение в Солнечной системе